# 中村亨 (数学ライター)
中村 亨（なかむら あきら、1963年1月22日 - ）は、数学ライター。

## 人物
千葉県出身。東京学芸大学附属高等学校、東京大学理学部数学科卒業。東京大学大学院理学系研究科修士課程数学専攻修了。学位は修士（理学）。
環境コンサルタントのかたわら、数学に関する一般向けの書籍の執筆、社会人向け講演等を行っている。フジテレビ系「たけしのコマネチ大学数学科」で数学解説を担当。石が好き。茂木健一郎と高校の同級生。

## 著書
- 『数学21世紀の7大難問―数学の未来をのぞいてみよう』 講談社 (ブルーバックス) 2004年
- 『脳が目覚める逆転発想力パズル』 竹内薫共著 幻冬舎 2007年
- 『インド式計算ドリル練習帳―インド式計算を学ぶみんなに贈る魔法のワークブック』 加々美勝久共同監修 マニッシュ・プラブネ（Manish Prabhune）共同編集 晋遊舎 2007年
- 『インド式計算ドリル―九九を卒業した人みんなに贈る魔法の計算トレーニング』 加々美勝久監修 晋遊舎 2007年
- 『フェルマーの最終定理』 漫画：三嶋くるみ PHP研究所 2009年
- 『ガロアの群論―方程式はなぜ解けなかったのか』 講談社（ブルーバックス） 2010年

## ゲーム
- 「中村亨 監修 インド式計算ドリルDS」 ニンテンドーDS （ガンホー・オンライン・エンターテイメント） 2008年

## テレビ出演
- たけしのコマネチ大学数学科 番組特別顧問 (フジテレビ)